# Arpad Szenes
Arpad Szenes (Boedapest, 6 mei 1897 – Parijs, 16 januari 1985), Hongaars: Árpád Szenès, was een Hongaars-Franse abstracte schilder.

## Zijn leven
Szenes kwam uit een familie van intellectuelen en kunstenaars, vooral musici. Hij toonde al op jeugdige leeftijd aanleg voor tekenen en schilderen. Ook had hij vroeg oog voor de internationale hedendaagse kunst. Na zijn dienstplicht te hebben vervuld, van 1916 tot 1918, schreef hij zich in aan de Vrije Academie van Boedapest. Tijdens de October-revolutie van 1919 in Hongarije kreeg hij alle kans kennis te nemen van een veelheid aan kubistische, futuristische en constructivistische affiches, die de muren in de stad bedekten.
Szenes had zijn eerste expositie in Musée Ernst in Boedapest met abstracte schilderijen in 1922. In 1924 startte hij een reis dwars door Europa via Berlijn en München naar Italië om in 1925 in Parijs te arriveren. Hij schreef zich in op de Académie de la Grande Chaumière, waar hij in 1928 zijn toekomstige echtgenote Maria Helena Vieira da Silva ontmoette. Hij huwde haar in 1929 en het paar woonde sinds die tijd in Villa des Camélias. Als buren hadden zij achtereenvolgens Jules Pascin, de componist Edgard Varèse en de schilder Oskar Kokoschka en zij kwamen in aanraking met de beeldhouwers Alberto Giacometti, Alexander Calder en Jacques Lipchitz.
Szenes werkte in 1931 aan grafisch werk bij Stanley William Hayter in Atelier 17. Daar ontmoette hij de surrealistische schilders Joan Miró en Max Ernst. Met zijn echtgenote woonde hij bijeenkomsten van de Amis du Monde bij, waar hij eerst in contact kwam met Étienne Hajdu en later met Maurice Estève en Edouard Pignon.

## 1940-1947
Eind 1939 vertrouwden Szenes en Vieira da Silva hun atelier en hun werk toe aan galeriste Jeanne Bucher, die zij in 1932 hadden leren kennen, en verlieten Frankrijk om zich in Lissabon in te schepen met als bestemming Brazilië. Pas in 1947 keerde het echtpaar terug in Parijs.

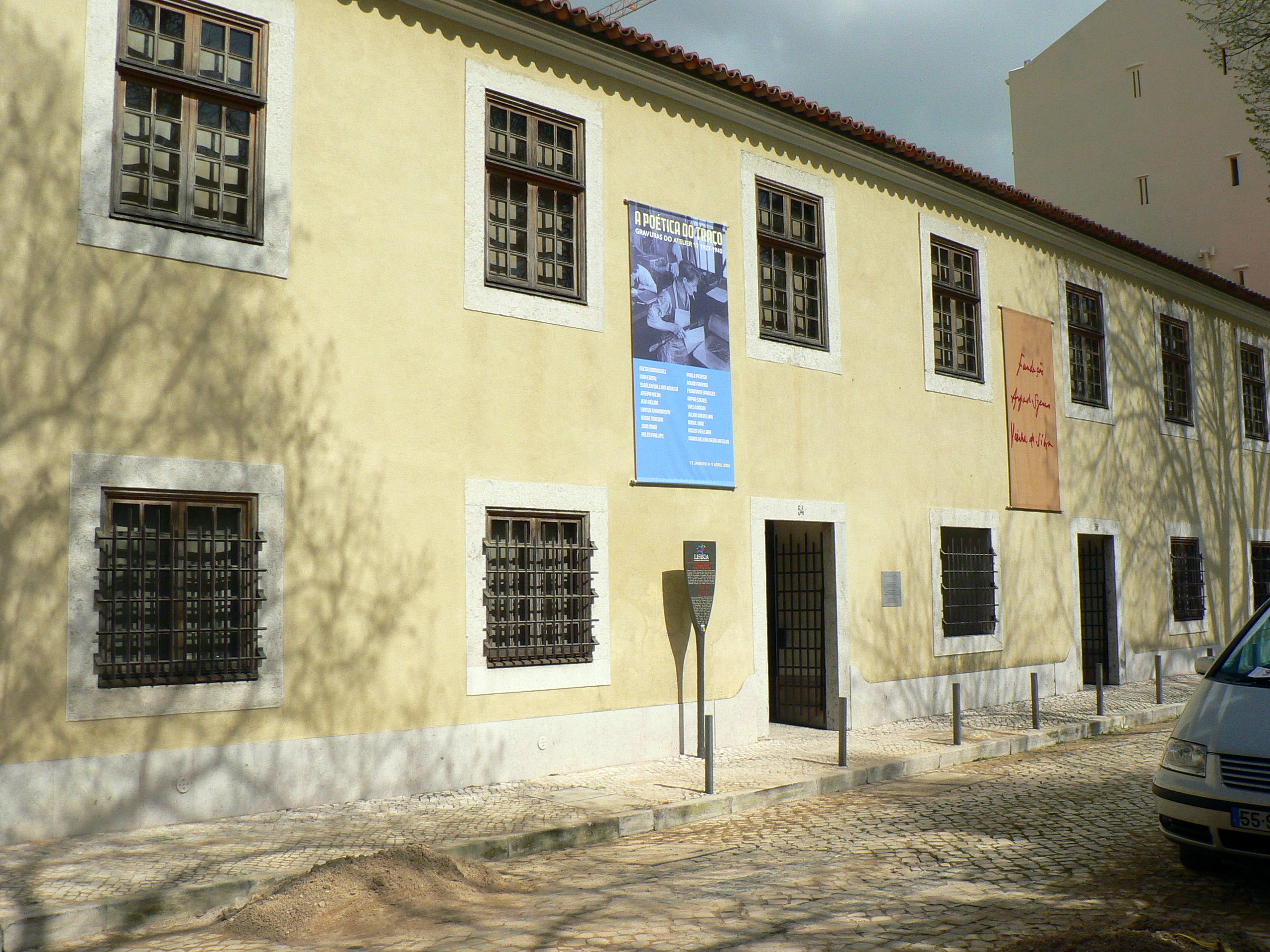
Fundacão Arpad Szenes-Vieira da Silva in Lissabon

## Vanaf 1949
Vanaf 1949 werd zijn werk (en dat van Vieira da Silva) regelmatig tentoongesteld bij Galerie Jeanne Bucher en ten behoeve van Franse museumcollecties verworven.
Szenes verkreeg, evenals zijn echtgenote, in 1956 de Franse nationaliteit. Van 1970 tot 1973 vond een eerste rétrospectieve tentoonstelling plaats van zijn œuvre, die een tiental musea aandeed in evenzovele provincieplaatsen. In 1974 werd de tentoonstelling in Parijs gehouden. In datzelfde jaar organiseerde de Fundação Calouste Gulbenkian een expositie in het Museu Calouste Gulbenkian in Lissabon.
Szenes wordt gerekend tot de kunststroming (Nouvelle) École de Paris. In 1994 werd in Lissabon door de Fundação Arpad Szenes Vieira da Silva een museum geopend met een ruime collectie werken van beide kunstenaars.